# Xanthodes imparata
Xanthodes imparata är en fjärilsart som beskrevs av Walker 1856. Xanthodes imparata ingår i släktet Xanthodes och familjen trågspinnare. Inga underarter finns listade i Catalogue of Life.